# Guust Hens
August Frans (Guust) Hens (Zwolle, 28 november 1907 – Katwijk (Zuid-Holland), 6 november 1976) was een Nederlandse illustrator, kunstschilder en boekbandontwerper.
Zijn opleiding volgde hij bij de Koninklijke School voor Nuttige en Beeldende Kunsten in 's-Hertogenbosch en hij studeerde publiciteit in Parijs en Londen. In 1929 en 1930 werkte hij voor Philips in Eindhoven en ontwierp daar reclamefolders en brochures. Hij verzorgde ook reclamewerk voor De Bijenkorf in Rotterdam, Staal & Co en maakte affiches voor Madurodam, de Keukenhof en Avifauna. Hij ontwierp ook omslagen voor de Pyramide Zakromans en maakte talloze omslagen en illustraties voor de uitgeverijen Het Goede Boek (Billie Bradley-serie, Pitty-serie), Van Goor, Omega, Albert Rikmans, Kruseman, Servire, Spectrum, Zomer & Keunig en De Driehoek.
- Biografisch Portaal: 76932748
- Digitale Bibliotheek voor de Nederlandse Letteren: hens025
- Gemeinsame Normdatei: 1074877594
- International Standard Name Identifier: 0000 0000 5071 0415
- Library of Congress Control Number: no2008141568
- Nederlandse Thesaurus van Auteursnamen: 068776314
- RKD-Nederlands Instituut voor Kunstgeschiedenis: 37643
- Union List of Artist Names: 500655446
- Virtual International Authority File: 17048112
- WorldCat: E39PBJbWCdkgfGjjvTBVJQryVC